# Ludowo-Demokratyczna Partia Patriotyczna Auył
Ludowo-Demokratyczna Partia Patriotyczna Auył (kaz. «Ауыл» халықтық-демократиялық патриоттық партиясы, «Ауыл» ХДПП; ros. Народно-демократическая патриотическая партия «Ауыл», НДПП «Ауыл») – kazachska centrowa partia polityczna.

## Historia
Została zarejestrowana 1 marca 2002 roku jako Kazachska Partia Socjaldemokratyczna Auył (kaz. Қазақстан социал-демократиялық «Ауыл» партиясы; ros. Казахстанская социал-демократическая партия «Ауыл»). Obecną nazwę nadano po połączeniu się z Partią Patriotów Kazachstanu, co zostało sfinalizowane 5 września 2015 roku.
Partia reprezentuje głównie elektorat wiejski, brała udział we wszystkich wyborach parlamentarnych od czasu jej założenia, lecz ani razu nie udało jej się przekroczyć klauzuli zaporowej.

## Wyniki w wyborach do parlamentu
| Rok  | Liczba miejsc | Liczba głosów | Wynik procentowy | Pozycja                  |
| ---- | ------------- | ------------- | ---------------- | ------------------------ |
| 2004 | 0/77          |               | 1,70%            | Poniżej progu wyborczego |
| 2007 | 0/107         | 89,855        | 1,50%            | Poniżej progu wyborczego |
| 2012 | 0/107         | 82,623        | 1,19%            | Poniżej progu wyborczego |
| 2016 | 0/107         | 151,285       | 2,01%            | Poniżej progu wyborczego |